# Leucauge crucinota
Leucauge crucinota este o specie de păianjeni din genul Leucauge, familia Tetragnathidae. A fost descrisă pentru prima dată de Friedrich Wilhelm Bösenberg și Strand, 1906. Conform Catalogue of Life specia Leucauge crucinota nu are subspecii cunoscute.